# دووکی (استان اوپوله)
دووکی (به لهستانی: Dołki) یک منطقهٔ مسکونی در لهستان است که در گمینا ستژلتسه اوپولسکیه واقع شده‌است.